# 順豐控股
顺丰控股股份有限公司（英語：S.F. Holding Co., Ltd.，深交所：002352，港交所：6936）是一間提供綜合性物流服務的企業，總部位於中國廣東省深圳市，成立於1993年。公司主要提供快遞、快運、冷鏈物流、供應鏈管理及國際物流等服務，並於深圳證券交易所和香港聯交所上市。

## 公司簡介
順豐控股股份有限公司總部位於中國廣東省深圳市，成立於1993年，主要提供快遞、快運、冷鏈、同城配送、供應鏈管理及國際物流等服務。
公司業務覆蓋中國所有地級行政區及2,789個縣級行政區，服務超過220萬家活躍月結客戶及約6.99億個人會員用戶，並參與建設鄂州花湖國際機場，該機場是亞洲首個專用貨運樞紐機場。
在國際市場，順豐控股與嘉里物流合作，提供國際快遞、跨境電商物流及國際貨運代理等服務，業務覆蓋超過202個國家和地區。公司運營亞洲最大的貨運航空機隊（99架飛機）及陸運車隊（約20萬輛運輸車輛）。
截至2023年，順豐控股實現淨利潤人民幣82億元，採用直營模式和多元化的物流服務模式，為深圳證券交易所上市公司，並被納入滬深300指數及MSCI新興市場指數成分股。旗下擁有四家上市公司：嘉里物流（00636.HK）、順豐同城（09699.HK）、順豐房托（02191.HK）及KEX Thailand（KEX.BK）。

## 歷史
- 1993年：3月26日，王衛在廣東順德創立「順豐速運」，最初公司僅有6人，主要經營順德、陸豐與香港之間的速遞業務。
- 2002年：取消加盟制，改為直營制；同年在深圳福田設立公司總部。
- 2003年：SARS事件期間，跨境物流需求增長，順豐與揚子江快運簽署包機合作協議。
- 2009年：成立順豐航空，成為中國首家擁有自有貨運飛機的民營快遞企業。[6]
- 2010年：開展國際業務，拓展至新加坡市場。[7]
- 2012年：擁有30架全貨運包機、5,000多個營業駐點與150個中轉場。[8]
- 2013年：拓展冷鏈、醫藥物流與零擔快運等新業務領域。[9]
- 2015年：營收達473億元人民幣，毛利率由17.55%升至20.42%；擁有逾200個中轉場與超過1.5萬台營運車輛。[10][11]
- 2016年：5月23日，順豐透過借殼方式申請上市，由鼎泰新材以每股10.76元發行39.5億股新股，作價443億元人民幣收購順豐控股全部股權。[12]
- 2017年：

```
 * 1月，順豐控股於深圳證券交易所掛牌上市（002352.SZ）。
[
13
]

 * 2月，鼎泰新材更名為「順豐控股股份有限公司」。
```

- 2018年：

```
 * 投資459億元人民幣參與建設
鄂州花湖國際機場
，成為中國首座貨運專用航空樞紐。
[
14
]

 * 收購夏暉（HAVI China Holding LLC）75%股權，進入冷運物流市場。
[
15
]

 * 收購廣東新邦物流與DHL在中國、香港、澳門的供應鏈業務，後更名為「順豐DHL供應鏈」。
[
16
]
```

- 2021年：

```
 * 
順豐房託基金
在香港聯交所主板掛牌（02191.HK）。
[
17
]

 * 宣布收購
嘉里物流
51.8%股權，王衛出任董事會主席與非執行董事。
[
18
]

 * 旗下順豐同城於港交所主板掛牌（09699.HK）。
[
19
]
```

- 2023年：

```
 * 
鄂州花湖國際機場
正式運營，開通48條國內航線與17條國際航線。
[
20
]

 * 9月，分揀與轉運中心啟用。
```

- 2024年：

```
 * 5月，順豐控股提交二次上市招股書。
 * 11月27日，在香港聯交所主板正式掛牌上市，成為中國首家「A+H」物流企業。
[
21
]

 * 同年12月，順豐控股H股納入港股通。
 * 2024年，順豐控股擬每10股派發現金股利4.4元（含稅），年度現金分紅總額預計達41.04億元，約占全年歸母淨利潤的40%。加計H股上市前發放的特別現金分紅48億元，全年累計分紅金額約為89億元。
```

- 2025年：

```
 
*
 3月3日，順豐控股旗下子公司嘉里物流宣布將公司英文名稱由「Kerry Logistics Network Limited」更名為「KLN Logistics Group Limited」，中文名稱「嘉里物流聯網有限公司」亦停止使用。
 
*
 4月21日，順豐控股旗下基礎設施公募不動產投資信託基金「南方順豐物流REIT」（基金代碼：180305）於深圳證券交易所正式掛牌上市。
 
*
 5月15日，鄂州花湖機場正式更名為「鄂州花湖國際機場」。
 
*
 6月25日，順豐控股在香港聯合交易所配售新H股，並由全資境外子公司發行總額29.5億港元的可轉換公司債券，配售價格為每股42.15港元。該項交易於2025年7月4日完成，共配售7,000萬股新H股，占擴大後已發行H股總數的約29.2%。
```

## 經營業務

### 快遞、快運及冷鏈物流
順豐控股自2013年起進入快運市場，並於2017年6月13日成立順豐冷鏈物流有限公司，提供全國性冷鏈物流服務。

### 同城即時配送
順豐同城提供即時配送服務，涵蓋商戶、消費者、配送員與合作夥伴。服務範圍包括生鮮食品、餐飲外送與零售配送等領域。  
公司於2021年在香港聯合交易所上市，並於2024年9月被納入港股通。

### 供應鏈服務
順豐控股在中國大陸、香港及澳門地區提供供應鏈相關服務，包括供應鏈諮詢、倉儲管理、運輸管理與物流合作方案。

### 國際配送服務
順豐控股提供國際物流服務，涵蓋貨物運輸、清關與物流追蹤等功能，並整合貨機與航班資源以提升運輸與口岸操作效率。2024年7月，順豐國際與亞馬遜海外購合作推出直郵服務，旨在優化跨境電商物流效率。

### 國際貨運代理服務
嘉里物流（00636.HK）提供海運整箱與國際空運貨運代理服務，協助企業進行跨境物流，並簡化清關流程與物流追蹤。